# Róbert Szikszai
Róbert Szikszai (* 30. September 1994) ist ein ungarischer Leichtathlet, der sich auf den Diskuswurf spezialisiert hat.

## Sportliche Laufbahn
Erste internationale Erfahrungen sammelte Róbert Szikszai bei den Juniorenweltmeisterschaften 2012 in Barcelona, bei denen er mit einer Weite von 56,51 m in der Qualifikation ausschied. Im Jahr darauf siegte er bei den Junioreneuropameisterschaften in Rieti mit 64,75 m mit dem leichteren Diskus und 2014 qualifizierte er sich für die Europameisterschaften in Zürich, bei denen er in der Vorrunde keinen gültigen Versuch zustande brachte. 2015 gewann er bei den U23-Europameisterschaften in Tallinn mit 58,82 m die Bronzemedaille und im Jahr darauf schied er bei den Europameisterschaften in Amsterdam mit 58,01 m in der Qualifikation aus. 2017 nahm er erstmals an der Sommer-Universiade in Taipeh teil und gewann dort mit einem Wurf auf 60,91 m die Bronzemedaille hinter dem US-Amerikaner Reginald Jagers und Alin Alexandru Firfirică aus Rumänien. 2018 nahm er bereits zum dritten Mal an den Europameisterschaften in Berlin teil, gelangte aber auch diesmal mit 61,82 m nicht bis in das Finale. Im folgenden Jahr belegte er dann bei den Studentenweltspielen in Neapel mit 61,51 m den fünften Platz. 2022 verpasste er bei den Europameisterschaften in München mit 61,32 m den Finaleinzug. Anschließend siegte er bei den Hungarian GP Series in Budapest und Pápa. Im Jahr darauf wurde er bei der 2. Liga der Team-Europameisterschaft im Rahmen der Europaspiele mit 59,80 m Siebter. Anschließend schied er bei den Weltmeisterschaften in Budapest mit 60,64 m i der Qualifikationsrunde aus. 2024 verpasste er bei den Europameisterschaften in Rom mit 58,58 m den Finaleinzug.
In den Jahren 2018, 2022 und 2023 wurde Szikszai ungarischer Meister im Diskuswurf.